# أنطونيو براغا
أنطونيو براغا (بالإيطالية: Antonio Braga)‏ هو ملحن وصحفي إيطالي، ولد في 22 يناير 1929 في نابولي في إيطاليا، وتوفي بنفس المكان في 26 مايو 2009.

## وصلات خارجية
- أنطونيو براغا على موقع ميوزك برينز (الإنجليزية)
- أنطونيو براغا على موقع ديسكوغز (الإنجليزية)